# Kotingafélék

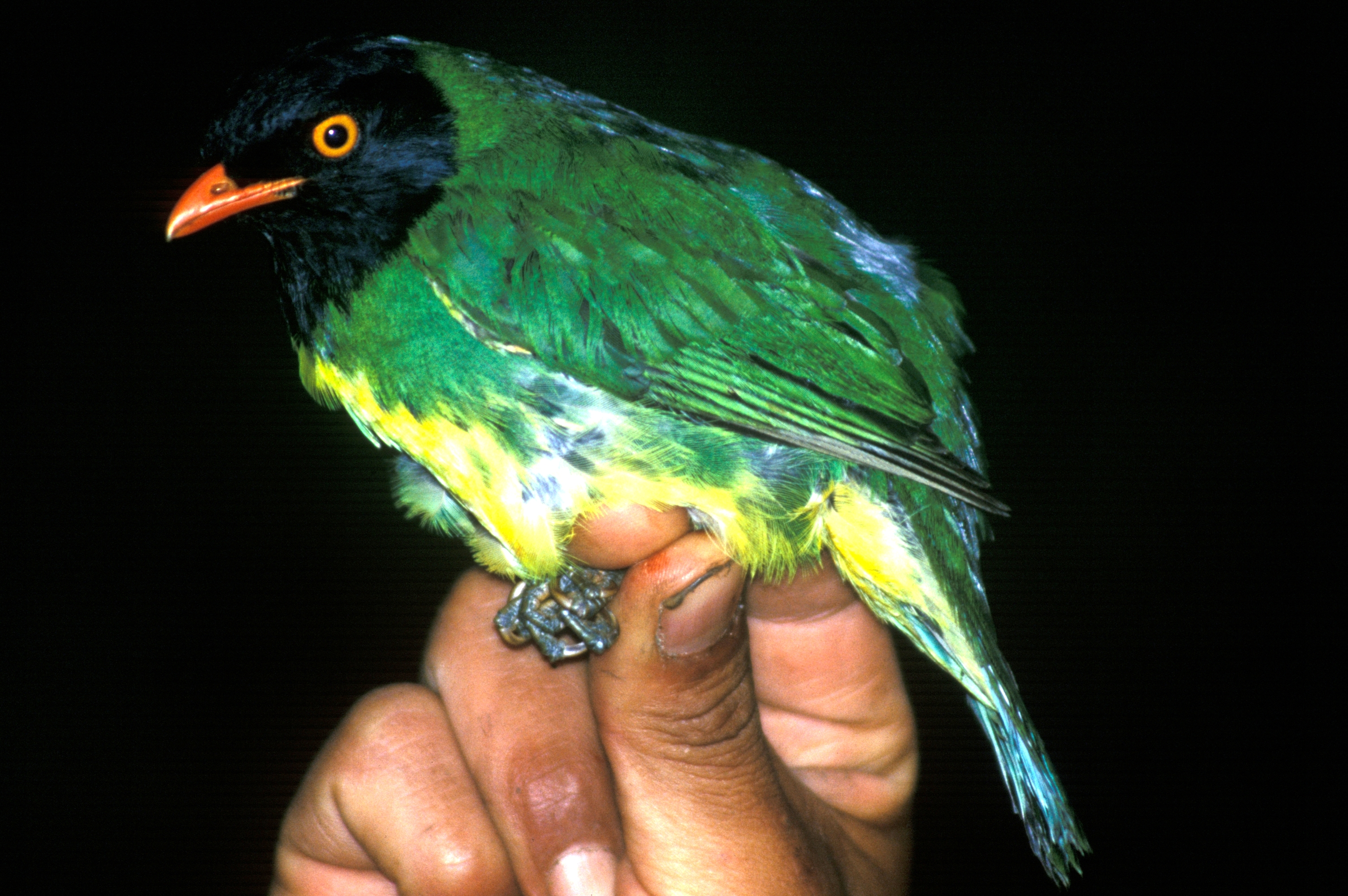
Pipreola lubomirskii

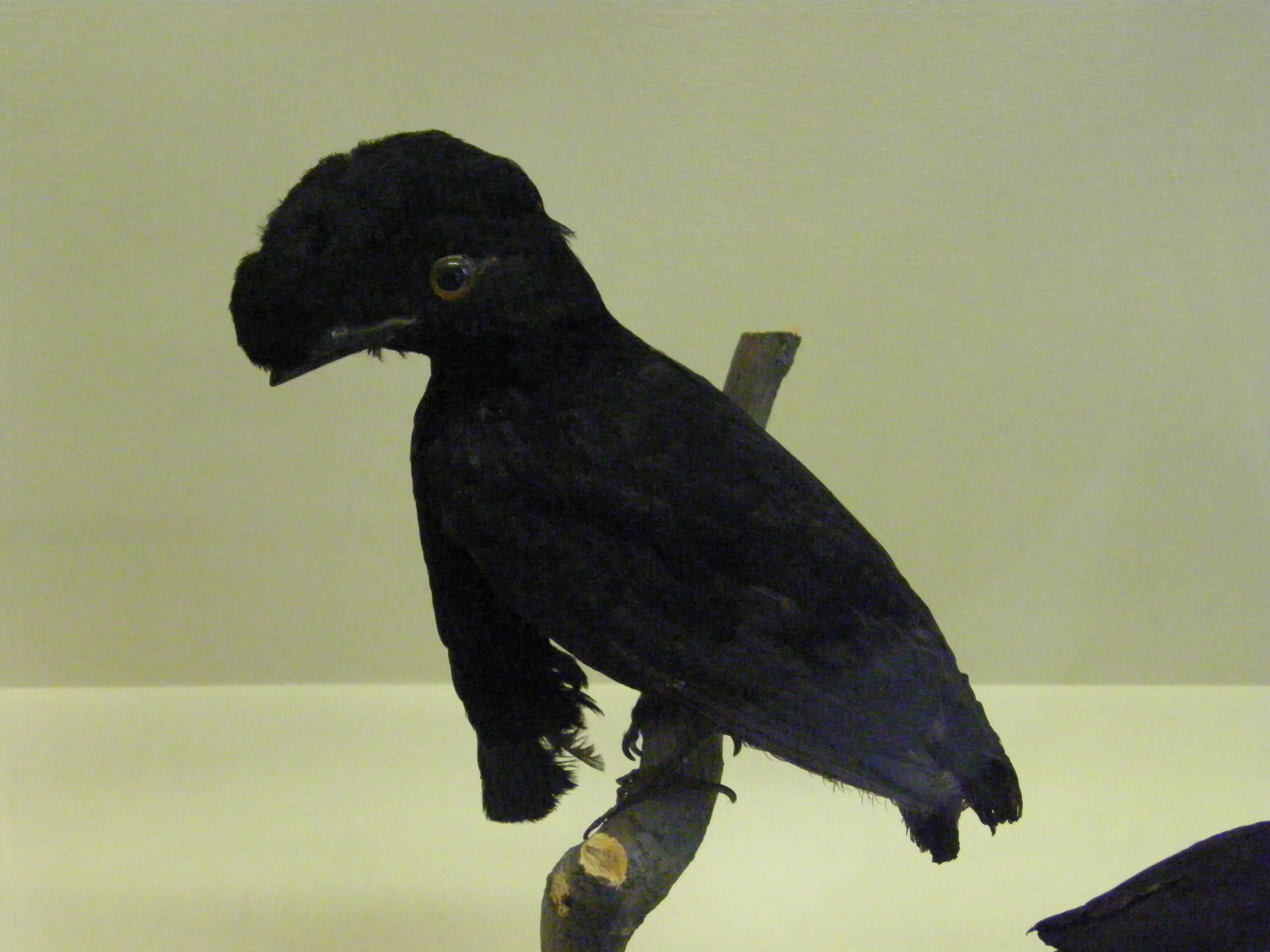
Lebernyeges sisakosmadár (Cephalopterus penduliger)

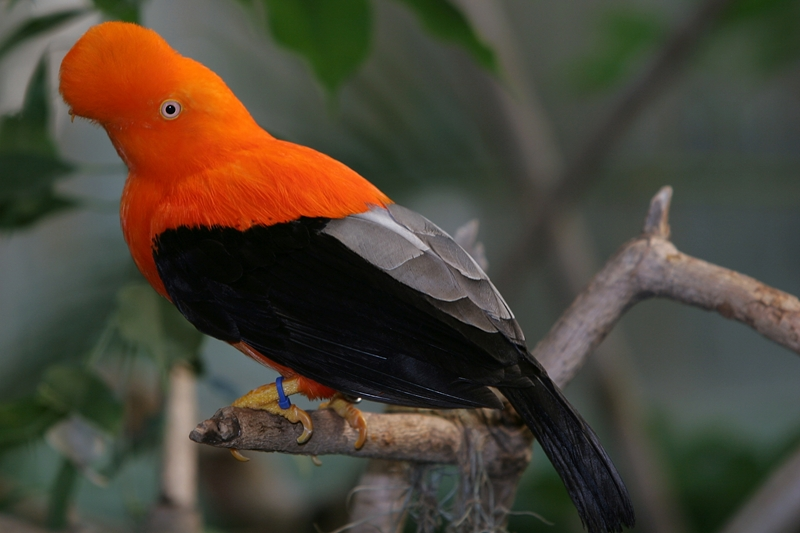
vörös szirtimadár (Rupicola peruviana)

A kotingafélék (Cotingidae) a madarak osztályának verébalakúak (Passeriformes) rendjébe tartozó család.

## Előfordulásuk
Mexikó déli részétől Argentína északi szegélyéig honosak.

## Megjelenésük
Nagyságuk a varjú és a királyka közt ingadozik; egyes tagjai a legpompásabb, mások a legegyszerűbb színezetű madarak.

## Életmódjuk
Valamennyi gyümölcsevő, de több faj rovarokkal, puhatestűekkel, gyíkokkal pótolja a növényi táplálékot. Előrehajló bóbitája szinte teljesen elrejti kicsi, erős csőrét, amely szerény mérete ellenére alkalmas arra, hogy felcsipegesse a kisebb bogyókat és gyümölcsöket.

## Rendszertani besorolásuk
A családba az alábbi alcsaládok és nemek tartoznak:

### Pipreolinae
- Ampelioides – 1 faj
- Pipreola – 11 faj

### Rupicolinae
- Rupicola – 2 faj
- Phoenicircus – 2 faj
- Snowornis – 2 faj
- Carpornis – 2 faj

### Phytotominae
- Zaratornis – 1 faj
- Phytotoma – 3 faj
- Phibalura – 1 faj
- Ampelion – 2 faj
- Doliornis – 2 faj

### Cotinginae
- Haematoderus – 1 faj
- Querula – 1 faj
- Pyroderus – 1 faj
- Cephalopterus – 3 faj
- Lipaugus – 7 faj
- Procnias – 4 faj
- Cotinga – 7 faj
- Porphyrolaema – 1 faj
- Gymnoderus – 1 faj
- Conioptilon – 1 faj
- Carpodectes – 3 faj
- Xipholena – 3 faj

### Vitatott nemek
- Perissocephalus – 1 faj
- Calyptura – 1 faj
- Tijuca – 2 faj